# Otterswiller
Otterswiller es una localidad y comuna francesa, situada en el departamento de Bajo Rin en la región de Alsacia.
Limita al noroeste con Saverne, al srueste con  Schwenheim, al sur con Marmoutier y al suroeste con  Gottenhouse.

## Demografía
| 663 | 699 | 832 | 1124 | 1147 | 1177 |
| Para los censos de 1962 a 1999 la población legal corresponde a la población sin duplicidades (Fuente: INSEE [Consultar]) |     |     |      |      |      |

## Patrimonio
- viaducto de la Antigua línea de ferrocarril Molsheim-Saverne

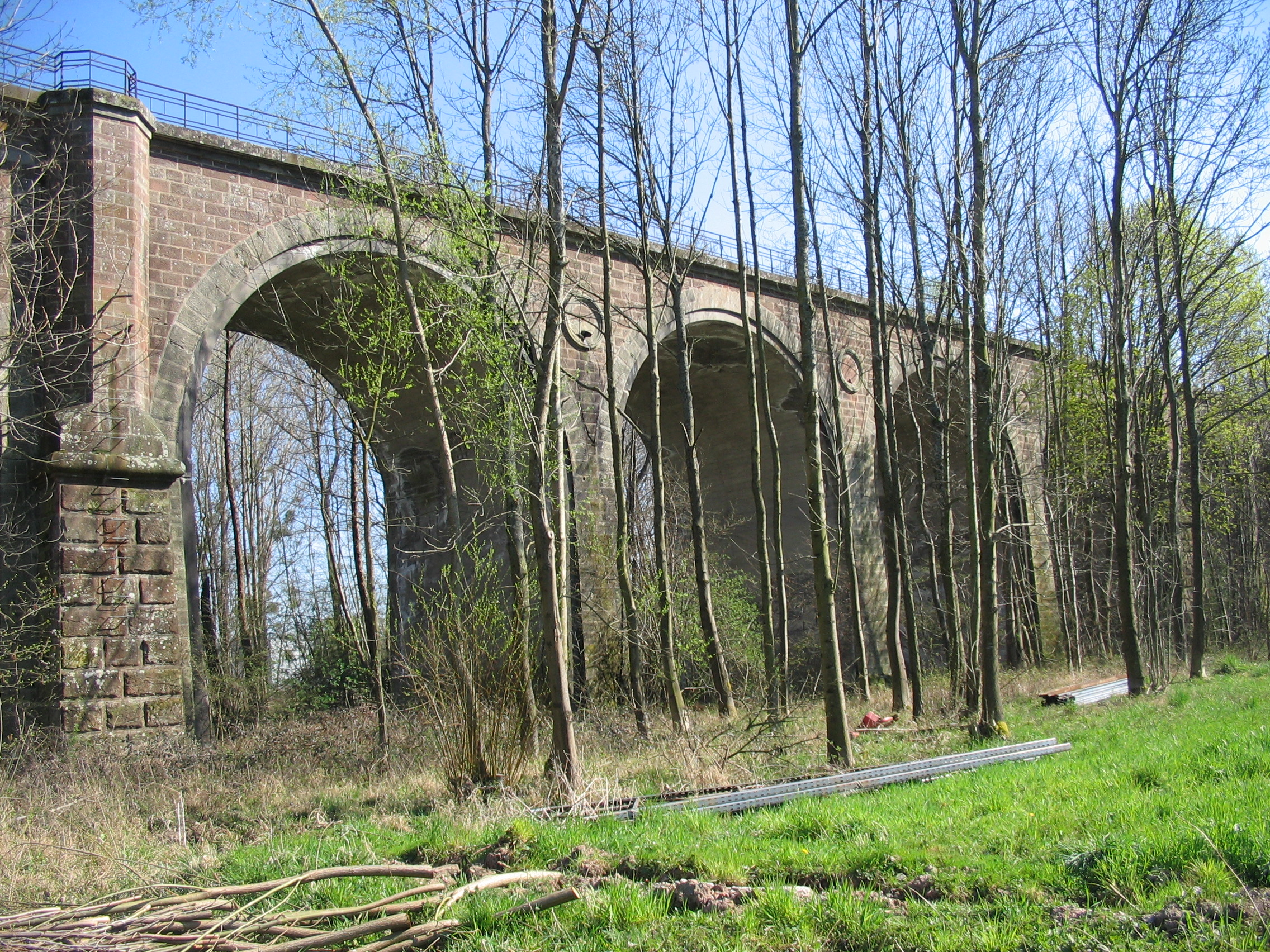
viaducto
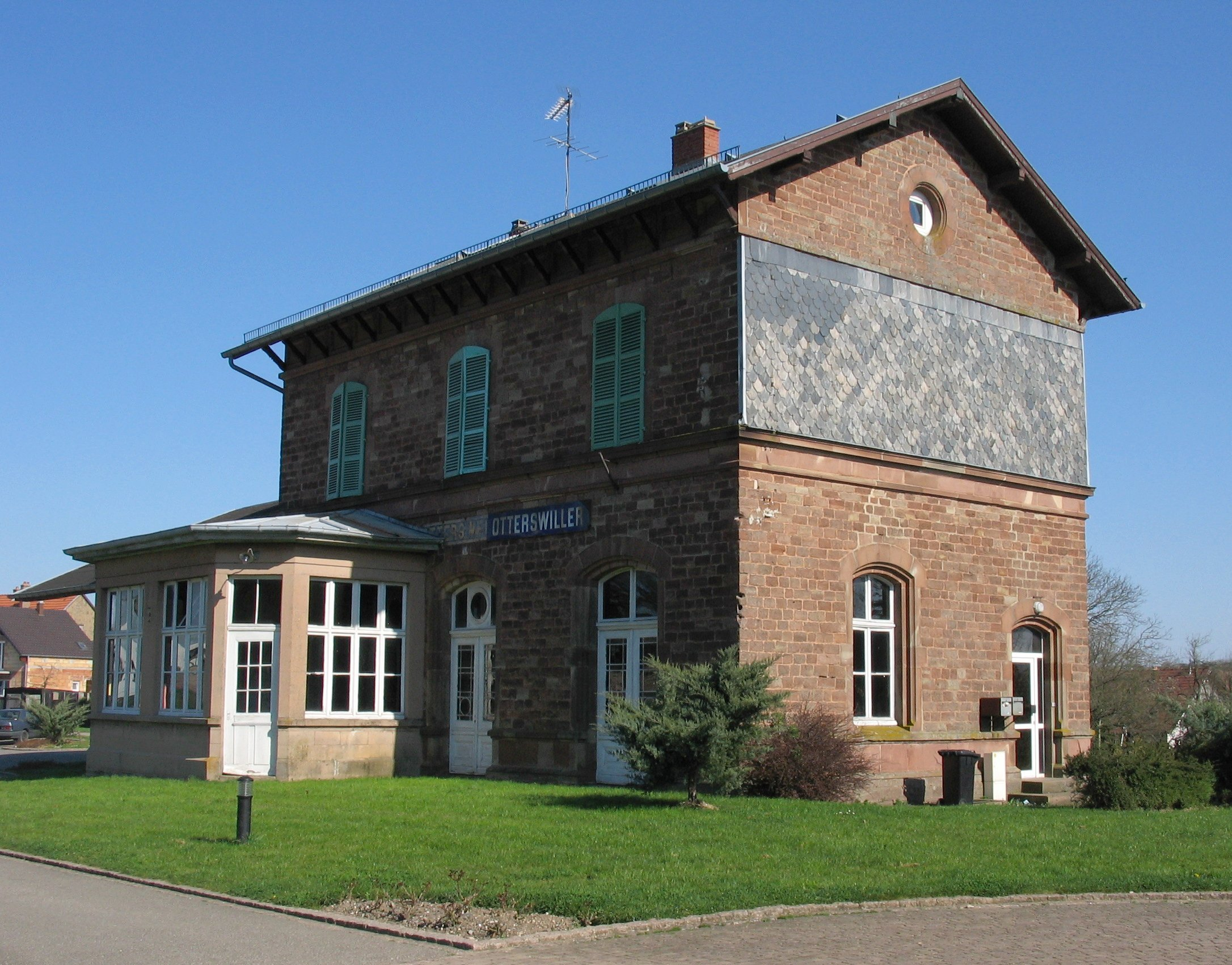
Antigua estación

## Personajes célebres
Jean-Georges Wild (1769-1847), sacerdote y oficial